# Ménil-Hubert-en-Exmes
Ménil-Hubert-en-Exmes é uma comuna francesa na região administrativa da Normandia, no departamento Orne. Estende-se por uma área de 10 km². Em 2010 a comuna tinha 116 habitantes (densidade: 11,6 hab./km²).